# FW Близнецов
FW Близнецов (лат. FW Geminorum) — одиночная переменная звезда в созвездии Близнецов на расстоянии (вычисленном из значения параллакса) приблизительно 125 445 световых лет (около 38 462 парсек) от Солнца. Видимая звёздная величина звезды — от менее +13m до +10,4m.

## Характеристики
FW Близнецов — красная пульсирующая переменная звезда, мирида (M) спектрального класса M0. Эффективная температура — около 3298 К.